# Tartagal
Tartagal è una città dell'Argentina, capoluogo del dipartimento di General San Martín nella provincia di Salta.

## Geografia
Tartagal è situata a 351 km a nord-est del capoluogo provinciale Salta.

## Infrastrutture e trasporti
Tartagal è situata lungo la strada nazionale 34, arteria di comunicazione che unisce Rosario al nord-ovest argentino.